# День инженерных войск Украины
«День инженерных войск» (укр. «День інженерних військ») — национальный профессиональный праздник всех работников и военнослужащих инженерных войск Украины, который отмечается на Украине ежегодно 3 ноября.

## История
«День инженерных войск» появился в украинском официальном календаре сравнительно недавно, в конце второго тысячелетия, в 1999 году, после того, как 27 октября 1999 года, в столице, городе-герое Киеве, второй президент Украины Леонид Данилович Кучма подписал Указ N 1399/99 «О Дне инженерных войск» который предписывал отмечать его на Украине каждый год 3 ноября. В президентском указе Леонида Кучмы, в частности, говорилось, что этот праздник вводится: «Учитывая заслуги инженерных войск в укреплении обороноспособности государства».
Уже традиционно, в «День инженерных войск Украины», руководство страны и высшие чины МО поздравляют своих подчинённых с этим профессиональным праздником, а наиболее отличившиеся военнослужащие награждаются государственными наградами, внеочередными воинскими званиями, памятными подарками, правительственными грамотами и благодарностями командования.
«День инженерных войск Украины» не является нерабочим днём, если, в зависимости от года не выпадает на выходной.
В этот же день в Вооружённых силах Украины отмечается ещё один праздник — День ракетных войск и артиллерии.